# Економија Маурицијуса
Економија Маурицијуса  је мешовита економија у развоју заснована на пољопривреди, извозу, финансијским услугама и туризму. Од 1980-их, влада Маурицијуса је настојала да диверзификује економију земље изван њене зависности од само пољопривреде, посебно производње шећера.

## Преглед
Године 1961, професор Џејмс Мид је насликао суморну слику о економским прогнозама Маурицијуса, који је тада имао 650.000 становника. Сви недостаци везани за маленост острвских држава били су веома тешки у његовом уверењу да је Маурицијус ухваћен у малтузијанску замку и да би стога, ако би се уопште могао постићи економски напредак, то би било у веома ограниченој мери. Од стицања независности 1968. године, Маурицијус се развио од економије са ниским приходима, засноване на пољопривреди, до диверзификоване привреде са вишим средњим приходима.
Током већег дела периода, годишњи раст је био око 4%. Ово је веома повољно у поређењу са другим подсахарским Афричким земљама и углавном је резултат континуираног напретка у економским условима; између 1977. и 2008. године, раст је у просеку износио 4,6% у поређењу са просеком од 2,9% у подсахарској Африци. Такође је важно да је постигла оно што је постигло неколико економија са брзим растом, правичнију расподелу дохотка и неједнакост (мерено Гинијевим коефицијентом ) пала је са 45,7 на 38,9 између 1980. и 2006. Ово изузетно достигнуће се огледа у продужењу животног века, смањеном морталитету новорођенчади и знатно побољшаној инфраструктури. Шећерна трска се узгаја на око 90% обрадивих површина и чини 25% извозних прихода. Владина стратегија развоја усредсређује се на ширење локалних финансијских институција и изградњу домаће информационо-телекомуникационе индустрије. Маурицијус је привукао више од 9.000 офшор ентитета, од којих су многи били усмерени на трговину у Индији и Јужној Африци, а само улагања у банкарски сектор достигла су преко милијарду долара. Маурицијус, са својим јаким текстилним сектором, био је спреман да искористи предности Афричког закона о расту и могућностима (АГОА).
Маурицијус је привукао 10,98 милијарди долара директних страних инвестиција. Највећи сектори који привлаче приливе СДИ (Стране директне инвестиције) са Маурицијуса (од јануара 2000. до децембра 2005.) су електрична опрема, телекомуникације, горива, производи од цемента и гипса и сектор услуга (финансијски и нефинансијски).
Са добро развијеном правном и комерцијалном инфраструктуром и традицијом предузетништва и представничке владе, Маурицијус је једна од најуспешнијих демократија у свету у развоју. Економија је показала значајан степен отпорности, а окружење које је већ погодно за динамичну предузетничку активност напредовало је даље на економској слободи. Приметне су институционалне предности острва. Транспарентан и добро дефинисан инвестициони кодекс и правни систем учинили су климу за стране инвестиције на Маурицијусу једном од најбољих у региону. Опорезивање је конкурентно и ефикасно. Привреда је све више диверсификована, са значајном активношћу приватног сектора у шећерној индустрији, туризму, економским прерађивачким зонама и финансијским услугама, посебно у офшор предузећима. Влада покушава да модернизује индустрију шећера и текстила, које су у прошлости биле превише зависне од трговинских преференцијала, истовремено промовишући диверсификацију у областима као што су информационе и комуникационе технологије, финансијске и пословне услуге, прерада и извоз морских плодова и зоне слободне трговине. Пољопривреда и индустрија су постале мање важне за привреду, а услуге, посебно туризам, чинило преко 72 одсто БДП-а. Влада и даље поседује комуналне услуге и контролише увоз пиринча, брашна, нафтних деривата и цемента.

## Историја
Економија Маурицијуса је претрпела значајне трансформације од независности. Од сиромашне земље са високом стопом незапослености која углавном извози шећер и погођена хировима светске потражње, Маурицијус је постао релативно просперитетан и разнолик, иако не без проблема.
Седамдесете године 20. века биле су обележене снажном посвећеношћу владе диверзификацији привреде и обезбеђивању високо плаћених послова становништву. Промоција туризма и стварање ЕПЗ-а учинили су много за постизање ових циљева. Између 1971. и 1977. године отворено је око 64.000 радних места. Међутим, у журби да направи посао, влада је дозволила фирмама ЕПЗ-а да ускрате својим радницима праведне плате, право на организовање и штрајк, као и здравствене и социјалне бенефиције које су давали другим радницима на Маурицијусу. Процват средином 1970-их је такође био подстакнут повећаном страном помоћи и изузетним усевима шећера, заједно са високим светским ценама.
Економска ситуација се погоршала крајем 1970-их. Цене нафте су порасле, бум шећера је окончан, а дефицит платног биланса је стално растао пошто је увоз надмашио извоз; до 1979. дефицит је износио невероватних 111 милиона америчких долара. Маурицијус се обратио ММФ-у (Међународни монетарни фонд) и Светској банци за помоћ. У замену за зајмове и кредите за помоћ при плаћању увоза, влада је пристала да уведе одређене мере, укључујући смањење субвенција за храну, девалвацију валуте и ограничавање повећања владиних плата.
До 1980-их, захваљујући широко распрострањеном политичком консензусу о широким политичким мерама, привреда је доживела стабилан раст, опадајућу инфлацију, високу запосленост и повећану домаћу штедњу. ЕПЗ са инвестицијама углавном из Кине, Хонг Конга и Тајвана, и дошао је на своје, надмашивши шећер као главни извозни сектор и запошљавајући више радника него индустрија шећера и влада заједно, раније два највећа послодавца. Маурицијус је 1986. године имао први трговински суфицит у последњих дванаест година. Туризам је такође процветао, уз истовремену експанзију броја хотелских кревета и авионских летова. Аура оптимизма пратила је економски успех земље и подстакла поређења са другим азијским земљама које су имале динамичну економију, укључујући Хонг Конг, Сингапур, Тајван и Јужну Кореју.
Економија је успорила до касних 1980-их и раних 1990-их, али је влада била оптимистична да може осигурати дугорочни просперитет земље израдом и имплементацијом мудрих развојних планова. Берза је отворена у Порт Луису 1989. Од 1993. године, Маурицијус је имао бруто домаћи производ (БДП) процењен на 8,6 милијарди америчких долара, са стопом раста од 5,5 одсто и стопом инфлације од 10,5 одсто.

## Смернице за успех
Недавни извештаји Института за прекоокеански развој о напретку у постизању Миленијумских развојних циљева указали су на четири кључна разлога за економски успех.
1. Хетеродоксна либерализација и диверсификација
2. Усклађена стратегија изградње нације
3. Јаке и инклузивне институције
4. Висок ниво правичних јавних инвестиција

Хетеродоксна либерализација и диверсификација
Маурицијус је следио прагматичну стратегију развоја у којој је процес либерализације био секвенциран и прилагођен његовим конкурентским предностима и слабостима. Приступ оријентисан на извоз подстакао је либерализацију подржану снажним учешћем државе као фасилитатора (окружења које омогућава приватном сектору); као оператер (за подстицање конкуренције); и као регулатор (за заштиту привреде, као и рањивих група и сектора од шокова). Стратегије су биле засноване на доказима и прилагођене према резултатима. Постојала је доследност и стабилност, без обзира на то која политичка партија је на власти.
Либерализација се одвијала у фазама које су започете да би се изградиле предности које је привреда уживала на међународном тржишту.
°1970-те: Маурицијус је профитирао од ренте шећера, успоставио зону за прераду извоза ЕПЗ и успешно привукао капитал и стране инвестиције у производњу из Кине, Хонг Конга и Тајвана.
°1980–1990: ЕПЗ се проширио и довео до значајног повећања директних страних инвестиција (СДИ) и туризма. Преференцијални приступ тржиштима шећера и одеће износио је 7% БДП-а 1980-их и 4,5% 1990-их, капитални и текући рачуни су либерализовани, што је допринело буму инвестиција и запошљавања и висок прилив СДИ донео је са собом менаџерске вештине.
°1990-2010: Даља диверзификација, либерализација и улагања пошто су кинески инвеститори отишли да наставе са улагањима у Африку и Кину.
Усклађена стратегија изградње нације
Усклађена стратегија изградње нације од независности створила је темеље за одрживи раст. Партнерства међу етничким групама омогућила су преговоре о економској прерасподели, а резултирајући бољи баланс економске и политичке моћи омогућио је јаке и независне институције. Политички систем који је у настајању подстицао је консултативни приступ формирању политике који је омогућавао да се стратегије за раст наставе без обзира на промене у партијама на власти.
Јаке и инклузивне институције
Јаке институције су кључне у обезбеђивању конкурентности, економске отпорности и стабилности земље. Они су подржали развојне стратегије и осигурали да се приходи од извоза реинвестирају у стратешке и производне секторе. У финансијском сектору изградили су регулисан и добро капитализован банкарски и финансијски систем који га је заштитио од токсичне имовине пре светске финансијске кризе 2007. године .
Закони о корупцији
Влада је 2002. године усвојила Закон о спречавању корупције, који је неколико месеци касније довео до формирања Независне комисије за борбу против корупције (ИЦАЦ). ИЦАЦ има овлашћење да открива и истражује кривична дела корупције и прања новца, а такође може да конфискује приходе стечене корупцијом и прањем новца. Корупција се не види као препрека директним страним инвестицијама. Маурицијус је на 45. месту од 168 земаља у Индексу перцепције корупције Транспаренси интернешенела за 2015. Маурицијус је једна од најмање корумпираних земаља Африке.
Висок ниво правичних јавних инвестиција
Маурицијус има јаку основу људског капитала развијену кроз доследно и правично улагање у људски развој. Ово је омогућило Маурицијусу да искористи предности, учи из стручности донете кроз СДИ и одржи конкурентност на међународном тржишту које се брзо развија. Образовне и здравствене услуге су бесплатне и проширене су последњих година, како би се створиле даље могућности за запошљавање и обезбедио инклузивни раст. Образована и прилагодљива радна снага били су суштински елементи извозно оријентисаног раста 1980-их. Око 90% предузетникау зони за прераду извоза (ЕПЗ) иу производном сектору су на крају били држављани Маурицијуса, пословни људи су имали људски капитал, образовање и знање потребно да искористе могућности тржишта. Према Влади Маурицијуса, опште прогнозе за производни сектор су позитивне, јер земља нуди многе могућности предузетницима у различитим ланцима вредности, али недовољно квалификоване радне снаге и ограничено истраживање и развој остаће препрека потенцијално већем расту у овом сектору. сектору.

## Финансијске услуге
Маурицијус пружа окружење банкама, осигуравајућим и реосигуравајућим компанијама, менаџерима за осигурање, трговачким компанијама, власницима или менаџерима бродова, менаџерима фондова и професионалцима да воде своје међународно пословање. Економски успех постигнут 1980-их година изазвао је брз раст сектора финансијских услуга на Маурицијусу. На Маурицијусу се могу обављати следеће врсте офшор активности:
1. Офшор банкарство
2. Офшор осигурање
3. Управљање офшор фондовима
4. Међународне финансијске услуге
5. Оперативни штаб
6. Међународне консултантске услуге
7. Достава и управљање бродовима
8. Финансирање и лизинг авиона
9. Међународно лиценцирање и франшизинг
10. Услуге међународне обраде података и информационих технологија
11. Офшор пензиони фондови
12. Међународна трговина
13. Међународно управљање имовином
14. Информационе и комуникационе технологије

Од 2002. године, Маурицијус је уложио велика средства у развој чворишта информационих и комуникационих технологија (ИКТ). Допринос ИКТ сектора чини 5,7% БДП-а. ИКТ сектор запошљава 15.390 људи. 2016. године два студента са Маурицијуса постала су финалисти у Гугл Код-ин . Маурицијус је 2017. добио свог првог добитника велике награде. Маурицијус је 2012. први пут учествовао у Гоогле Суммер оф Цоде. У 2018. години, тим са Маурицијуса водио је три стазе током хакатон радне групе за интернет инжењеринг у Бангкоку. Од 2016. Маурицијус организује хакатон и такмичења у кодирању као што су Кракатон и Веб куп. Маурицијус је једна од ретких земаља која је учествовала у развоју пост квантне криптографије .